# Оппертсхаузен
Оппертсхаузен (нем. Oppertshausen) — община в Германии, в земле Рейнланд-Пфальц. 
Входит в состав района Рейн-Хунсрюк. Подчиняется управлению Зиммерн.  Население составляет 131 человек (на 31 декабря 2010 года). Занимает площадь 1,52 км².